# Publio Claudio Pulcro (console 249 a.C.)
Publio Claudio Pulcro (in latino Publius Claudius Pulcher; 288 a.C. circa – 247 a.C.?) è stato un militare e politico romano.

## Biografia
Esponente della gens Claudia, fu eletto edile nel 253 a.C. e console nel 249 a.C.. Era il secondogenito di Appio Claudio Caudice, console nel 264 a.C.. Fu il primo membro della gens Claudia che venne chiamato Pulcher (bello).
Durante l'anno di consolato gli fu anche affidato il comando della flotta romana presso Lilibeo. Anche se gli auspici erano sfavorevoli, Publio decise di attaccare e la flotta romana fu sconfitta dai Cartaginesi nella battaglia di Drepana, perdendo quasi tutte le navi.
Publio fu richiamato e gli fu chiesto di nominare un dittatore; Publio scelse Marco Claudio Glicia, figlio di un liberto, ma la nomina fu subito sospesa.
Publio Claudio fu accusato di alto tradimento, e, secondo Polibio e Cicerone, fu severamente punito. Secondo altre fonti, la procedura di condanna venne sospesa a causa di una tempesta, e venne respinta una seconda volta con una multa.
Publio Claudio Pulcro non sopravvisse molto alla sua caduta in disgrazia; morì prima del 246 a.C., probabilmente suicida.
Era il padre di Appio Claudio Pulcro, console nell'anno 212 a.C.